# Петър Бериславич
Петър Бериславич (на хърватски: Petar Berislavić; на унгарски: Péter Beriszló) е хърватски благородник, бан на Хърватия от 1513 до смъртта си през 1520 г. и епископ на Веспрем.
Петър Бериславич е роден в Трогир. Служи като епископ на католическата църква във Веспрем, а през пролетта на 1513 г. е избран за бан на Хърватия на мястото на Емерик (Мирко) Перени, който се оттегля поради заболяване. Бериславич е един от водачите на хърватската съпротива срещу османското нашествие. Удържа две големи победи срещу турците - през 1513 и през 1518 г. Първата му победа е в битката при Дубица на 16 август 1513 г., когато под негово предводителство хърватите разбиват турската армия и Бериславич за тази си победа е награден с меч от папа Лъв X. Втората му победа е през 1518 г. при Яйце.
Петър Бериславич прекарва седем години в непрестанни битки с османците, изправен пред вечно недостигащи средства и с недостатъчен брой бойци докато накрая на 20 май 1520 г. е убит от засада при Плежевица между Кореница и Бихач Това се случва след като със своите 300 бойци той разбива и обръща в бяг 800 турски войници. При преследването на отстъпващите турци Бериславич поради инцидент с коня си изостава заедно с двама свои млади помощници и в този момент е нападнат от засада от около 60 турци. Бериславич заповядва на помощниците си да се спасяват, а той самият с меч в ръка загива. Погребан е в катедралата във Веспрем.